# Ropica fuscobivittata
Ropica fuscobivittata là một loài bọ cánh cứng trong họ Cerambycidae.